# Tulipää
Tulipää é um filme de drama finlandês de 1980 dirigido e escrito por Pirjo Honkasalo e Pekka Lehto. Foi selecionado como representante da Finlândia à edição do Oscar 1981, organizada pela Academia de Artes e Ciências Cinematográficas.

## Elenco
- Asko Sarkola - escritor
- Rea Mauranen - Olga Esempio
- Kari Franck - Gunnar Avanto
- Esko Salminen - Arwid
- Ritva Juhanto - Kurttuska
- Ari Suonsuu - Kalle
- Tuomas Railo - Sulo Esempio
- Heikki Alho - Pikku-Pouvali
- Yuri Rodionov - Rawitz
- Galina Galtseva - Magda
- Soli Labbart - Maria Lassila